# Inês Fernandes
Inês Lourenço Fernandes, (Lyon, 7 de Setembro de 1989), é uma jogadora portuguesa de futsal que joga como universal na equipa Sport Lisboa e Benfica, onde é capitã.[carece de fontes?]

## Carreira

### Grupo Sócio Cultural Novos Talentos
Quando frequentava o 8º ano de escolaridade, participou num jogo interturmas de futsal na sua escola e a guarda-redes da sua equipa actuava na equipa júnior de futsal do Grupo Sócio Cultural Novos Talentos , clube da sua zona de residência. Depois de aparecer num treino, a convite da sua colega, e participar num jogo à experiência, acabaria por trocar o ténis, que praticava desde a infância, pelo futsal.

### Sport Lisboa e Benfica
Durante três anos, foi treinada nos escalões júnior e sénior do G.S.C. Novos Talentos por Vera Bettencourt, que acabaria por ser treinadora da equipa sénior de Sport Lisboa e Benfica. Deste modo, o Sport Lisboa e Benfica nunca deixou de acompanhar a sua evolução como jogadora e desde os 16 anos da atleta que o clube manifestou interesse em contar com os seus préstimos. No entanto, apenas acabaria por ingressar no clube aos 19 anos.

#### 2016-2017
Durante a época cumpre um total de 30 jogos, divididos entre as três competições (25 no Campeonato Nacional, 4 na Taça de Portugal e 1 na Supertaça Portuguesa). No conjunto das três competições, apresenta um registo de 12 golos (8 no Campeonato Nacional, 3 na Taça de Portugal e 1 na Supertaça Portuguesa).[carece de fontes?]
A cumprir a sua nona época consecutiva no clube e a quarta desde que a Taça Nacional foi substituída pelo Campeonato Nacional, a equipa do Sport Lisboa e Benfica acaba por ter a sua melhor prestação até à data com o feito inédito da conquista do "triplete", respeitante a competições nacionais (Campeonato Nacional, Taça de Portugal e Supertaça Portuguesa).
No final do último jogo do campeonato, em que a equipa do Sport Lisboa e Benfica venceu o Centro Recreativo da Golpilheira por 11-0, a capitã disse em entrevista ao canal oficial do clube, numa comparação entre vencer a Taça Nacional e o Campeonato Nacional, "Esta é melhor! Esta é melhor! Isto é uma prova de regularidade e, finalmente, posso dizer com orgulho que sou a capitã da melhor equipa do país".
Em 2017 é eleita a sexta melhor jogadora de futsal do mundo pelo site Futsal Planet, sendo a segunda melhor jogadora portuguesa na votação, atrás de Ana Azevedo, jogadora do FC Vermoim e que ficou em quinto lugar.

### Seleção Nacional
Inês Fernandes faz a sua primeira internacionalização no dia 6 de dezembro de 2010, ao participar no jogo contra a Tailândia para o Torneio Mundial de Futsal Feminino em Alcobendas, Espanha. A Seleção Nacional ganhou o jogo por 0-5, com dois golos a serem marcados por Inês Fernandes, acabando o torneio como vice-campeã, ao perder na final contra o Brasil por 5-1.
Participou no Torneio Internacional de Moscovo, realizado em 2012, em que a selecção ficou em primeiro lugar, à frente da selecção da Rússia. Ainda no mesmo ano, participou no Mundial de Futsal Feminino, realizado em Oliveira de Azeméis, ficando em segundo lugar, ao perder na final com o Brasil por 0-3.
No ano de 2013, participa no Mundial de Futsal Feminino realizado em Espanha. Depois de acabar a fase de grupos em segundo lugar, atrás da seleção espanhola, perde na semifinal com o Brasil por 5-1. Acabaria por ficar em quarto lugar, ao perder nas grandes penalidades com a seleção russa.
Durante o ano de 2014, vence o 1º Torneio Internacional de Futebol de Praia Feminino realizado em Espinho, juntamente com a ex-colega de equipa Rita Martins.
Depois de uma fase de grupos em igualdade pontual com o Brasil no Mundial de Futsal Feminino de 2015, as derrotas com a seleção russa na semifinal e com a seleção espanhola na disputa do terceiro lugar, acaba por deixar a seleção portuguesa no quarto lugar e, por isso, fora das medalhas.
Em 2016 participa no Torneio Europeu das Quatro Nações realizado na província espanhola de Castilla-La-Mancha, uma vez que nenhuma federação se disponibilizou a organizar o Torneio Mundial. Com a participação das selecções da Rússia, Espanha e Itália, a Seleção Nacional acabaria por ficar em terceiro lugar.
No plano universitário, representou a Seleção Nacional em vários campeonatos mundiais, com os melhores registos a serem as medalhas de bronze em 2012 e 2016 e as medalhas de prata em 2008 e 2010.

## Títulos
Sport Lisboa e Benfica
- Campeonato Nacional: 2016-2017, 2017-18
- Taça de Portugal: 2013-14, 2015-16, 2016-17 e 2017-18
- Taça Nacional: 2009-10
- Supertaça Portuguesa: 2014-15, 2016-17, 2017-18 e 2018-19

Seleção Nacional
- Torneio Mundial de Futsal Feminino: Vice-campeã em 2010[2] e 2012[3]
- Torneio Europeu das Quatro Nações: terceiro lugar em 2016.[4]
- Campeonato Mundial Universitário de Futsal Feminino: Medalha de bronze em 2012 e 2016. Medalha de prata em 2008 e 2010.[1][15][16][14]
- Torneio Internacional de Moscovo: 1º lugar em 2012.[17]
- Torneio Internacional de Futebol de Praia Feminino: 1º lugar em 2014[5]

Prémios Individuais
- Melhor Jogadora do Campeonato Nacional Feminino: 2013-2014 e 2015-2016[18]
- Melhor Jogadora do Mundo: 6º lugar (2017)[10]